# Zikavirus
Zikavirus, ZIKV, er en virus i virusslægten Flavivirus i virusfamilien Flaviviridae. Zikavirus forårsager
Zikafeber og kan forårsage misdannelser og skader på centralnervesystemet.
Zikafeber er en zoonose, der overføres til mennesker af myggearten Aedes, men da Zikavirus er fundet i blod, sæd, urin, spyt og brystmælk fra smittede personer, kan Zikavirus også overføres mellem mennesker.
Zikavirus er nært beslægtet med Denguevirus.

## Generelt
Zikavirus har en ydre membrankappe og en indre kapsid ((proteinkappe)) og et genom af +ssRNA på 10 200 til 10 800 nukleotider der koder for 10 proteiner.
I elektronmikroskop viser Zikavirus sig som en partikel på størrelse mellem 30 og 50 nm.
Den nyeste molekylærbiologiske teknik CRISPR er sat ind for at bekæmpe Zikavirus.

## Genom
Zikavirus’ genom er af +ssRNA, dvs. positivt polariseret enkeltstrænget RNA, med mellem 10 254 og 10 272 nukleotider, der direkte fungerer som mRNA, der oversættes til et langt polyprotein, der spaltes til 10 proteiner.

## Proteiner
De 10 proteiner bliver syntetiseret som et langt polyprotein, der spaltes til 10 proteiner:
Tre strukturproteiner
- Capsidprotein, C-protein [6]
- Pre-membrane/membraneprotein, prM/M
- Envelope protein, E-protein, glykoprotein, fungerer som fusionsprotein [7]

Syv non-strukturelle proteiner
- NS1, ENS1
- NS2A
- NS2B og NS3 udfører sammen to funktioner: protease i lukket konformation og helicase i åben konfiguration.[8]
- NS4A
- NS4B
- NS5, et multifunktionelt enzym med flere aktiviteter (RNA-dependent RNA polymerase (RdRP), methyltransferase og capping).

Desuden indeholder genomet tre uoversatte sekvenser, CS1, CS2 og CS3, der har betydning for stabiliteten og funktionen af genomet.

## Receptorer for Zikavirus
Receptorer på værtsorganismens hudceller og nerveceller binder Zikavirus:
- AXL
- DC-SIGN
- Tyro3/Tim-1 [9]